# Мещеряков, Валерий Фёдорович
Вале́рий Фёдорович Мещеряко́в (укр. Валерій Федорович Мещеряков, 11 января 1947 года, с. Пелагиада Шпаковского района Ставропольского края РСФСР, СССР — 11 июля 2002 года, Харьков, Украина) — советский и украинский историк, общественный и политический деятель, народный депутат ВРУ I созыва, профессор Харьковского университета (с 2001 года). Кандидат исторических наук, доцент.

## Биография
Родился в семье военнослужащего.
После окончания средней школы поступил на истфак Харьковского государственного университета имени М. Горького, где учился в 1965—1970 годах, окончив с отличием по кафедре древней истории и археологии, в очную аспирантуру которого затем и поступил. Ученик В. И. Кадеева, который называл его своим лучшим учеником.
В 1980 году в МГУ защитил кандидатскую диссертацию (научный руководитель профессор В. И. Кадеев), кандидат исторических наук.
С 1972 года преподаватель, а с 1974 года старший преподаватель родной кафедры. С 1978 года преподаватель новообразованной кафедры древнего мира и средних веков, в 1983—1994 годах — доцент. Звание доцента (1985).
Член КПСС с 1985 года, состоял в Демплатформе.
В 1988—1990 годах один из организаторов и сопредседатель Харьковского общества «Мемориал», с работой в котором связано его знакомство с поэтом Е. А. Евтушенко, доверенным лицом и руководителем избирательного штаба которого он был на выборах народных депутатов СССР. В 1990 году сам Мещеряков был избран в Верховный Совет УССР и депутатом Харьковского горсовета. В 1994—2000 годах депутат Харьковского облсовета, в 1995—2000 годах зампредседателя Харьковской облгосадминистрации (вице-губернатор области) по гуманитарным вопросам.
С 2001 года вновь в Харьковском университете, проректор, профессор кафедры древнего мира и средних веков.
Супруга — Тамара Васильевна Новичкова, двое детей.
Валерий Мещеряков скончался 11 июля 2002 года в Харькове. Его похоронили на Аллее почётных захоронений Харьковского мемориального кладбища № 2. В память о нём в Харьковском университетском лицее установлены стипендии имени Валерия Фёдоровича Мещерякова.

## Награды
- 1997 — Заслуженный работник образования Украины[2].
- 1999 — Почётной грамотой Кабинета министров Украины.
- 1999 — Орден РПЦ святого равноапостольного великого князя Владимира.